# Pelalawan
Pelalawan, Pelawan o Palalawan fou un estat natiu de Sumatra, que sota domini neerlandès fou part de la regència de Bengkalis a la residència de la Costa Oriental.

## Història
El territori va pertànyer inicialment al sultanat de Johore però des de 1623 va quedar dins el nou estat de Siak. Al final del segle xviii, el [1791], Sharif Abdul Rahman, germà del regent de Siak, Saiyid al-Sharif Ali (fundador després de la dinastia dels Banu Syihab), va derrotar el sultà de Siak de la dinastia de Johore, Yahya Abdul Jalil Muzaffar Shah, i es va establir al territori on anys després va agafar el títol de sultà que li fou reconegut pel seu germà i després pels holandesos (tradicionals aliats dels Banu Syihab) el 1811.
Va morir el 1822 i va tenir com a successors successius amb títol de Tengku Besar, a cadascun dels seus cinc fills, el darrer dels quals va morir el 1886 deixant el tron al seu fill gran al-Sayyid Sharif Sontol que només va regnar sis anys i va morir sense fills (només va deixar filles) el 1892. Les autoritats holandeses, després de consultar a la noblesa i alts funcionaris, van posar al tron al germà petit del difunt, Sharif Hassim II, que va regnar 37 anys i fou testimoni de l'evolució de l'estat i de la seva entrada a la modernitat. El 1930 el va succeir el seu fill Sharif Harun Abdul Rahman que era menor, i durant deu anys va exercir el poder un regent. El 1940 va obtenir plens poders i al cap d'un any va haver de patir els rigors de l'ocupació japonesa. L'agost del 1945 els japonesos es van rendir i els nacionalistes van establir fàcilment el control a la zona tot i que aviat van tornar els holandesos. El sobirà es va declarar per la república el novembre de 1946, però ja no va poder exercir autoritat efectiva.
El sobirà portava el títol de Paduka Sri Sultan al-Sayid Sharif (nom del regne) ibni al-Marhum (nom personal o du règne), Tengku Besar de Pelalawan amb tractament de son Altesa.

## Llista de sultans
- Abdul Rahman bin Uthman (+ 1822) 1811 - 1822
- Hasyim I bin Abdul Rahman (+ 1828) 1822 - 1828 (fill)
- Ismail bin Abdul Rahman (+ 1844) 1828 - 1844 (germà)
- Hamid bin Abdul Rahman (+ 9 de juny de 1866) 1844 - 1866 (germà)
- Jafar bin Abdul Rahman (+ 1874) 1866 - 1874 (germà)
- Abubakar bin Abdul Rahman (+ 1886) 1874 - 1886 (germà)
- Sontol Said Ali Shahab (+ 1892) 1886 - 1892 (fill)
- Tunku Besar Said Hasyim II bin Abubakar bin Syahabuddin (+ 4 d'agost de 1930) 1892 - 1930 (germà)
- Harun Abdul Rahman Fakhruddin (+ 12 de gener de 1959) 1930 - 1946 
  - Sharif Usman, regent 1930 -1940

## Escut i banderes
L'escut era verd amb mitja lluna amb puntes cap amunt i sobre estrella de 8 puntes tot en daurat; a la part inferior de dins de l'escut una decoració indeterminada com a dos corns, daurats; l'escut té al damunt la corona reial i està aguantat per dos serps o dragons amb el cos enrotllat; els uports són daurats amb taques negres per tot el cos; sota del tot una cinta daurada amb inscripció aràbiga en negre; sota la cinta una altra inscripció aràbiga en daurat
La bandera del sultà era groga llisa. La bandera del príncep hereu era blava amb triangle al pal, del qual la base (la meitat que l'altura) està situada a la part inferior). I els prínceps (fills de sobirà) tenien bandera verda amb vora groga per tres costats (menys el del vol).
Altres personatges tenien banderes identificatives: el cap de fortalesa portuària (Sjahbandar) blava clar amb vora pels quatre costats verda; l'almirall (Laksamana) bandera porpra amb vora verde pels quatre costats; el conseller reial o governador provincial, bandera blanca amb vora verda per tres costats (menys al pal); i el nahoda (capità de vaixell) bandera groga amb vora verde per tres costats (menys al vol)

## Galeria de banderes

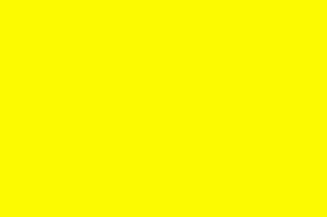
Bandera reial
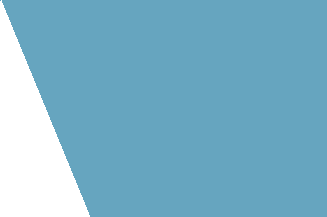
Príncep hereu
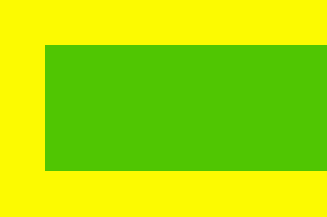
Príncep
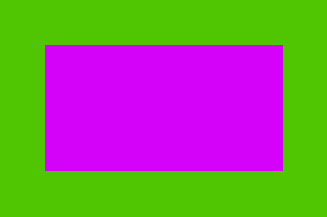
almirall
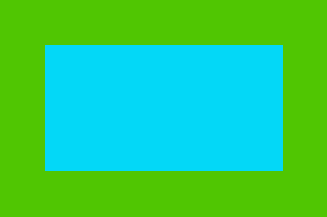
cap de fortalesa costanera
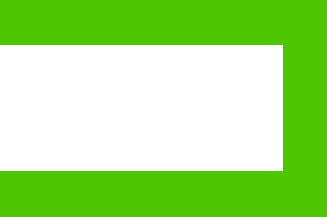
governador provincial o conseller
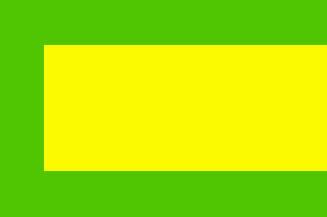
capità de vaixell